# Kabinet-Adenauer III
Het kabinet–Adenauer III  was het West-Duitse kabinet van 29 oktober 1957 tot 14 november 1961. Het kabinet werd gevormd door de politieke partijen Christlich Demokratische Union Deutschlands (CDU)-Christlich-Soziale Union (CSU) en de Duitse Partij (DP)  na de verkiezingen van 1953. Konrad Adenauer de partijleider van de CDU diende een derde termijn als bondskanselier en Ludwig Erhard een onafhankelijke liberaal diende als vicekanselier en bondsminister van Economie. Op 1 juli 1960 traden de ministers van de DP uit de partij sloten zich op 20 september 1960 aan bij de CDU.

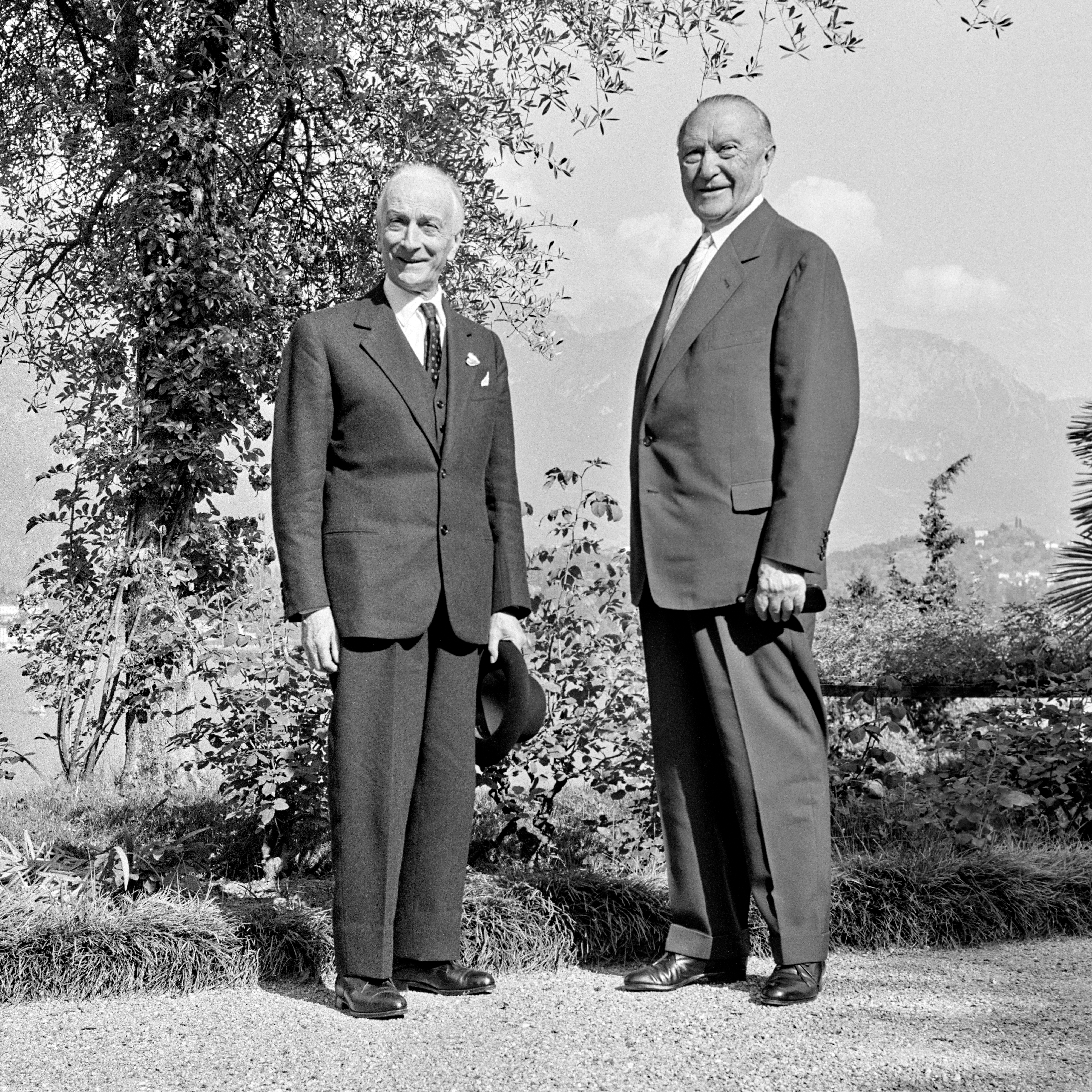
Premier van Italië Antonio Segni en bondskanselier Konrad Adenauer in Cadenabbia op 22 augustus 1959.

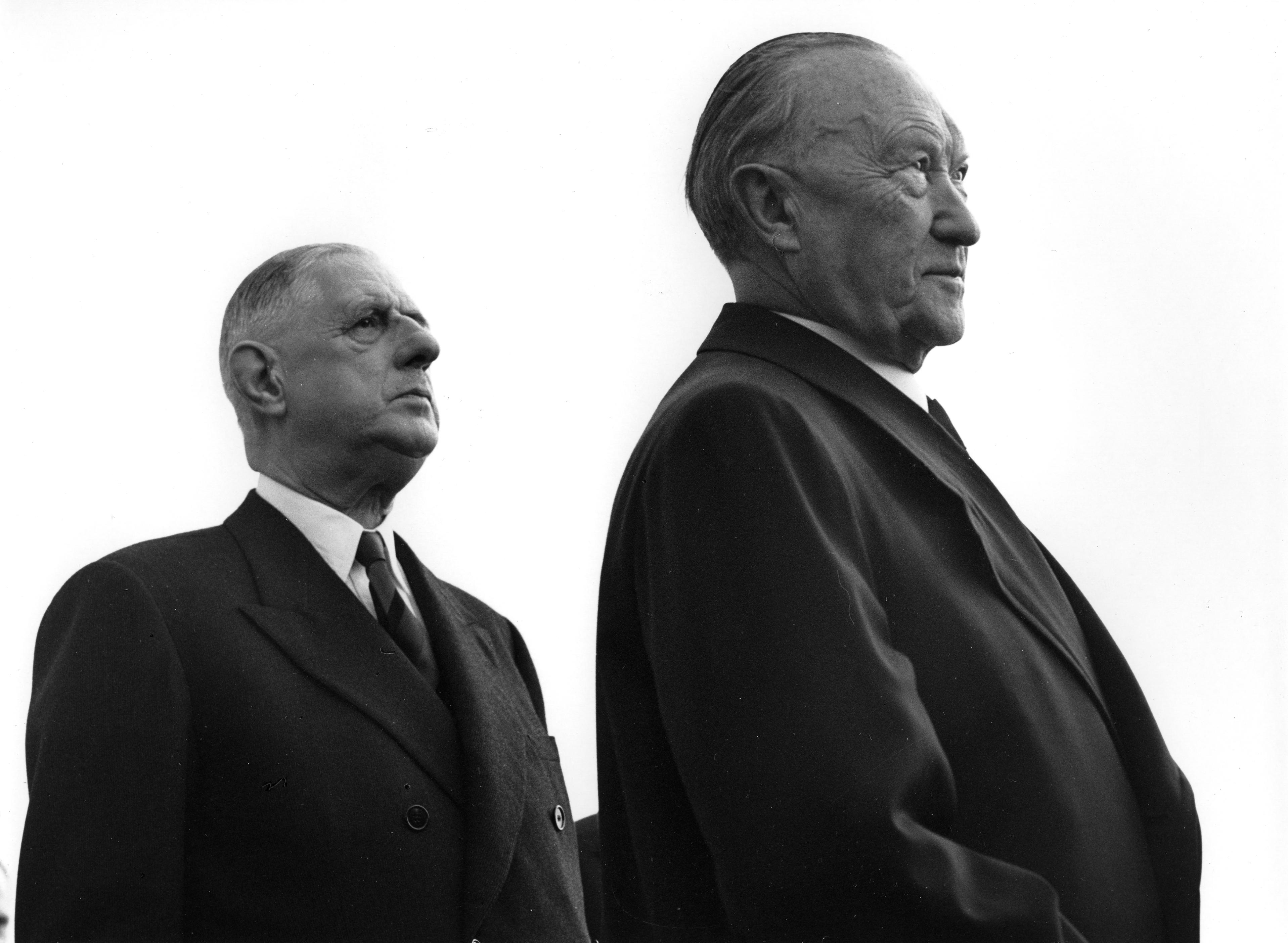
President van Frankrijk Charles de Gaulle en bondskanselier Konrad Adenauer op Flughafen Köln-Bonn op 20 mei 1961.

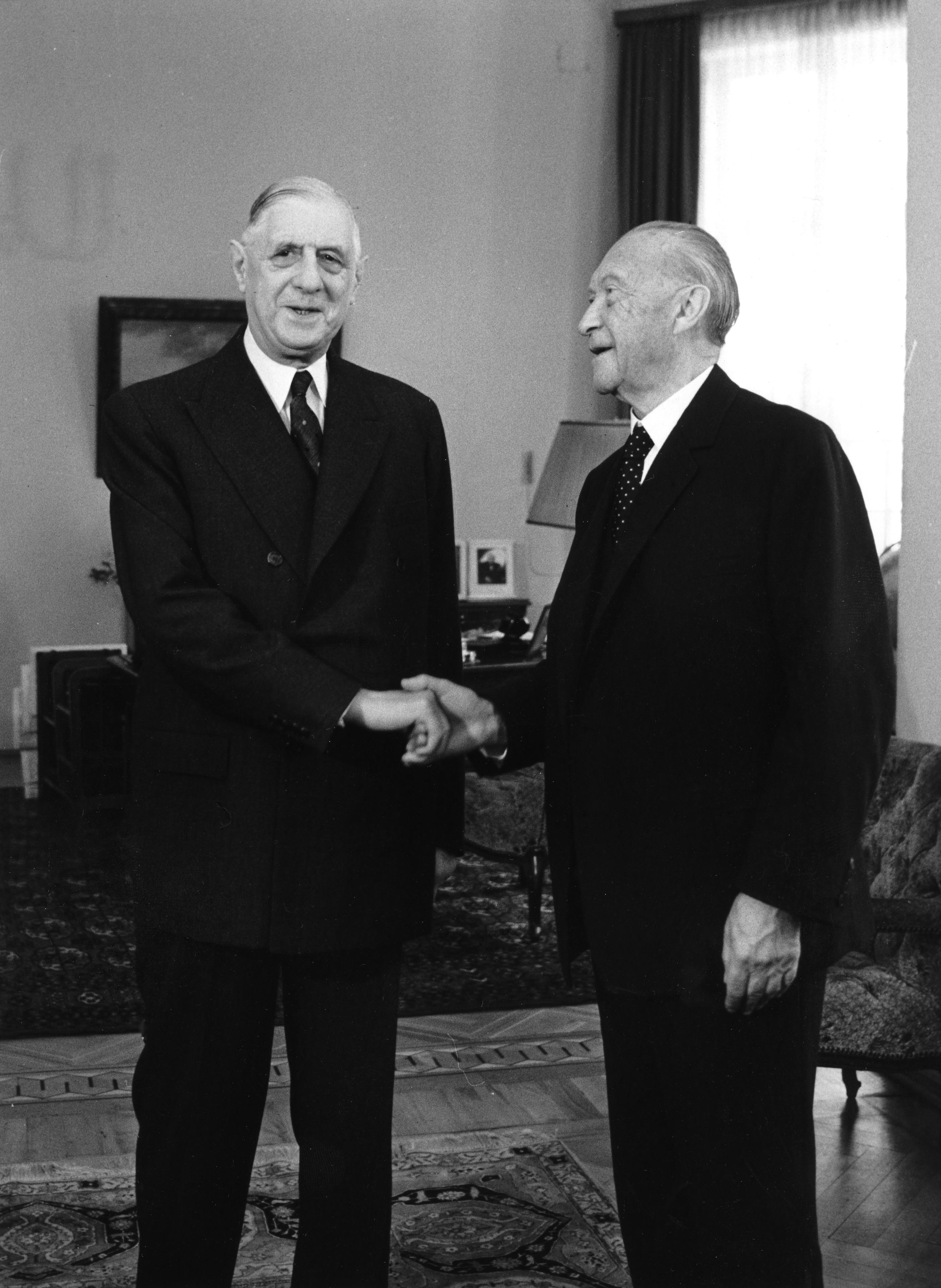
Premier van Frankrijk Charles de Gaulle en bondskanselier Konrad Adenauer in Bonn op 4 juli 1963.

| Ambtsbekleders             | Ambtsbekleders           | Ambtsbekleders                       | Functie(s)                                                  | Termijn           | Termijn           | Partij        |
| -------------------------- | ------------------------ | ------------------------------------ | ----------------------------------------------------------- | ----------------- | ----------------- | ------------- |
|                            | Konrad Adenauer          | Konrad Adenauer (1876–1967)          | Bondskanselier                                              | 15 september 1949 | 16 oktober 1963   | CDU           |
|                            | Ludwig Erhard            | Ludwig Erhard (1897–1977)            | Vicekanselier                                               | 29 oktober 1957   | 16 oktober 1963   | O             |
| Bondsminister van Economie | Ludwig Erhard            | Ludwig Erhard (1897–1977)            | 15 september 1949                                           |                   | 16 oktober 1963   | O             |
|                            | Gerhard Schröder         | Gerhard Schröder (1910–1989)         | Bondsminister van Binnenlandse Zaken                        | 20 oktober 1953   | 14 november 1961  | CDU           |
|                            | Heinrich von Brentano    | Heinrich von Brentano (1904–1964)    | Minister van Buitenlandse Zaken                             | 6 juni 1955       | 30 oktober 1961   | CDU           |
|                            | Gerhard Schröder         | Gerhard Schröder (1910–1989)         | Minister van Buitenlandse Zaken                             | 30 oktober 1961   | 1 december 1966   | CDU           |
|                            | Franz Etzel              | Franz Etzel (1902–1970)              | Bondsminister van Financiën                                 | 29 oktober 1957   | 14 november 1961  | CDU           |
|                            | Fritz Schäffer           | Fritz Schäffer (1888–1967)           | Bondsminister van Justitie                                  | 29 oktober 1957   | 14 november 1961  | CSU           |
|                            | Franz Josef Strauß       | Franz Josef Strauß (1915–1988)       | Bondsminister van Defensie                                  | 16 oktober 1956   | 9 januari 1963    | CSU           |
|                            | Theodor Blank            | Theodor Blank (1905–1972)            | Bondsminister van Arbeid en Sociale Zaken                   | 29 oktober 1957   | 26 oktober 1965   | CDU           |
|                            | Hans-Christoph Seebohm   | Hans-Christoph Seebohm (1903–1967)   | Bondsminister van Verkeer                                   | 15 september 1949 | 1 december 1966   | DP (1949–60)  |
|                            | Hans-Christoph Seebohm   | Hans-Christoph Seebohm (1903–1967)   | Bondsminister van Verkeer                                   | 15 september 1949 | 1 december 1966   | CDU (1960–66) |
|                            | Heinrich Lübke           | Heinrich Lübke (1894–1972)           | Bondsminister van Landbouw, Voedselvoorziening en Bosbeheer | 20 oktober 1953   | 15 september 1959 | CDU           |
|                            | Werner Schwarz           | Werner Schwarz (1902–1982)           | Bondsminister van Landbouw, Voedselvoorziening en Bosbeheer | 15 september 1959 | 26 oktober 1965   | CDU           |
|                            | Paul Lücke               | Paul Lücke (1914–1976)               | Bondsminister van Huisvesting                               | 29 oktober 1957   | 26 oktober 1965   | CDU           |
|                            | Richard Stücklen         | Richard Stücklen (1897–1976)         | Bondsminister van Posterijen en Communicatie                | 29 oktober 1957   | 1 december 1966   | CSU           |
|                            | Franz Blücher            | Hermann Lindrath (1896–1960)         | Bondsminister voor Financiële Bezittingen                   | 29 oktober 1957   | 27 februari 1960  | CDU           |
|                            |                          |                                      | Bondsminister voor Financiële Bezittingen                   | Vacant            |                   |               |
|                            | Hans Wilhelmi            | Hans Wilhelmi (1899–1970)            | Bondsminister voor Financiële Bezittingen                   | 12 april 1960     | 14 november 1961  | CDU           |
|                            | Siegfried Balke          | Siegfried Balke (1902–1984)          | Bondsminister voor Kernveiligheid                           | 16 oktober 1956   | 11 december 1962  | CSU           |
|                            | Ernst Lemmer             | Ernst Lemmer (1898–1970)             | Bondsminister voor Oost-Duitse Betrekkingen                 | 29 oktober 1957   | 11 december 1962  | CDU           |
|                            | Theodor Oberländer       | Theodor Oberländer (1905–1998)       | Bondsminister voor Vluchtelingen en Oorlogsslachtoffers     | 20 oktober 1953   | 4 mei 1960        | CDU           |
|                            | Hans-Joachim von Merkatz | Hans-Joachim von Merkatz (1905–1982) | Bondsminister voor Vluchtelingen en Oorlogsslachtoffers     | 4 mei 1960        | 14 november 1961  | DP (1960)     |
|                            | Hans-Joachim von Merkatz | Hans-Joachim von Merkatz (1905–1982) | Bondsminister voor Vluchtelingen en Oorlogsslachtoffers     | 4 mei 1960        | 14 november 1961  | CDU (1961)    |
|                            | Jakob Kaiser             | Franz-Josef Wuermeling (1900–1986)   | Bondsminister voor Familie Zaken                            | 20 oktober 1953   | 11 december 1962  | CDU           |
|                            | Hans-Joachim von Merkatz | Hans-Joachim von Merkatz (1905–1982) | Bondsminister voor de Bondsraad                             | 26 mei 1955       | 11 december 1962  | DP (1955–60)  |
|                            | Hans-Joachim von Merkatz | Hans-Joachim von Merkatz (1905–1982) | Bondsminister voor de Bondsraad                             | 26 mei 1955       | 11 december 1962  | CDU (1960–62) |